# San Felice del Molise
San Felice del Molise község (comune) Olaszország Molise régiójában, Campobasso megyében.

## Fekvése
A megye északnyugati részén fekszik. Határai: Acquaviva Collecroce, Castelmauro, Mafalda, Montefalcone nel Sannio, Montemitro, Montenero di Bisaccia, Tavenna és Tufillo.

## Története
A település alapítására vonatkozóan nincsenek pontos adatok. A 9-10. században a Monte Cassinó-i apátság birtoka volt. A következő századokban nemesi birtok volt. A 19. században nyerte el önállóságát, amikor a Nápolyi Királyságban felszámolták a feudalizmust.

## Népessége
A népesség számának alakulása:

## Főbb látnivalói
- San Felice Papa-templom
- Santa Maria di Costantinopoli-templom